# Clomecyra rikatlensis
Clomecyra rikatlensis är en skalbaggsart som beskrevs av Louis Albert Péringuey 1904. Clomecyra rikatlensis ingår i släktet Clomecyra och familjen Melolonthidae. Inga underarter finns listade i Catalogue of Life.